# Joe Proctor
Joseph Edward Proctor (nascido em 10 de agosto de 1985) é um lutador estadunidense de MMA e atualmente compete pela categoria Peso Pena do Ultimate Fighting Championship. Proctor foi um dos participantes do The Ultimate Fighter: Team Cruz vs. Team Faber.

## Background
Proctor nasceu em Quincy, Massachusetts. Proctor trabalhava em uma construção quando um amigo o chamou para que começasse a treinar jiu-jitsu. Proctor começou a treinar na Lauzon MMA em Bridgewater, Massachusetts com o veterano do UFC, especialista em finalização, Joe Lauzon. Após teinar durante um certo tempo, Proctor desenvolveu a paixão  pelo MMA.

## Carreira no MMA
Proctor iniciou sua carreira profissional em agosto de 2008 vencendo sua primeira luta por decisão. Ao longo dos próximos três anos, ele acumulou um recorde de sete vitórias, com apenas uma derrota.

### The Ultimate Fighter
Proctor foi um dos 32 lutadores peso leve anunciados pelo UFC a participar da primeira temporada ao vivo de The Ultimate Fighter.
Proctor selou sua entrada na casa quando derrotou Jordan Rinaldi por finalização (guilhotina) no primeiro round. Com a vitória, Proctor foi a quarta escolha do Time Faber.
Proctor venceu sua segunda luta na casa contra a sétima escolha do Time Cruz, Chris Tickle. Ele venceu por finalização (mata-leão) no final do primeiro round.
Pela luta das quartas-de-final, Proctor enfrentou James Vick. Proctor foi incapaz de colocar Vick para baixo na luta e foi derrotado em pé. Proctor perdeu a luta por decisão unânime após dois rounds, eliminando-o assim do reality show.

### Ultimate Fighting Championship
Proctor fez sua estreia no UFC contra Jeremy Larsen no dia 1 de junho de 2013 no The Ultimate Fighter 15 Finale.  Ele venceu por nocaute técnico após uma combinação de joelhadas e socos no primeiro round.
Proctor enfrentou Ramsey Nijem em dezembro de 2012 no UFC on Fox 5. Ele perdeu por decisão unânime.
Proctor era esperado para enfretar Al Iaquinta em abril de 2013 pelo UFC 159,  porém a luta foi cancelada após ambos terem se lesionado nos treinamentos.
Proctor enfrentou Cristiano Marcello em 15 de fevereiro de 2014 no UFC Fight Night: Machida vs. Mousasi no Brasil. Ele venceu por decisão unânime.
Proctor enfrentou Justin Salas no dia 16 de julho de 2014 UFC Fight Night 45. Proctor venceu por nocaute técnico no segundo round após uma interrupção controversa do árbitro.
Ele enfrentou Yancy Medeiros em 12 de Dezembro de 2014 no The Ultimate Fighter 20 Finale e foi derrotado com uma guilhotina no primeiro round.
Proctor enfrentou Justin Edwards em 6 de Junho de 2015 no UFC Fight Night: Boetsch vs. Henderson e venceu por finalização com uma guilhotina no terceiro round.
Proctor enfrentou Magomed Mustafev em 28 de Novembro de 2015 no UFC 194 e acabou sendo derrotado por nocaute técnico ainda no primeiro round.
Proctor retornou ao octógono após mais de um ano devido a lesões e enfrentou Bryan Barberena em 22 de Abril de 2016 no UFC Fight Night: Swanson vs. Lobov e foi derrotado por nocaute técnico no primeiro round.

## Campeonatos e realizações

### Mixed martial arts
- Reality Fighting
  - Campeão Peso Pena do RF (uma vez)[12]
- American Fighting Organization
  - Campeão Peso Pena do AFO (uma vez)[13]

## Cartel no MMA
| Cartel no MMA   |             |            |
| 16 lutas        | 11 vitórias | 5 derrotas |
| Por nocaute     | 2           | 3          |
| Por finalização | 5           | 1          |
| Por decisão     | 4           | 1          |

| Res.    | Cartel | Oponente           | Método                              | Evento                                 | Data       | Round | Tempo | Local                     | Notas                             |
| ------- | ------ | ------------------ | ----------------------------------- | -------------------------------------- | ---------- | ----- | ----- | ------------------------- | --------------------------------- |
| Derrota | 11-5   | Bryan Barberena    | Nocaute Técnico (joelhadas e socos) | UFC Fight Night: Swanson vs. Lobov     | 22/04/2017 | 1     | 3:30  | Nashville, Tennessee      |                                   |
| Derrota | 11-4   | Magomed Mustafaev  | Nocaute Técnico (joelhadas e socos) | UFC 194: Aldo vs. McGregor             | 12/12/2015 | 1     | 1:54  | Las Vegas, Nevada         |                                   |
| Vitória | 11-3   | Justin Edwards     | Finalização (guilhotina)            | UFC Fight Night: Boetsch vs. Henderson | 06/06/2015 | 3     | 4:58  | New Orleans, Louisiana    |                                   |
| Derrota | 10-3   | Yancy Medeiros     | Finalização (guilhotina)            | The Ultimate Fighter 20 Finale         | 20/12/2014 | 1     | 4:37  | Las Vegas, Nevada         |                                   |
| Vitória | 10-2   | Justin Salas       | Nocaute Técnico (socos)             | UFC Fight Night: Cerrone vs. Miller    | 16/07/2014 | 2     | 3:27  | Atlantic City, New Jersey |                                   |
| Vitória | 9–2    | Cristiano Marcello | Decisão (unânime)                   | UFC Fight Night: Machida vs. Mousasi   | 15/02/2014 | 3     | 5:00  | Jaraguá do Sul            |                                   |
| Derrota | 8–2    | Ramsey Nijem       | Decisão (unânime)                   | UFC on Fox: Henderson vs. Diaz         | 08/12/2012 | 3     | 5:00  | Seattle, Washington       |                                   |
| Vítoria | 8–1    | Jeremy Larsen      | Nocaute (joelhada e socos)          | The Ultimate Fighter 15 Finale         | 01/06/2012 | 1     | 1:49  | Las Vegas, Nevada         |                                   |
| Vitória | 7–1    | Matt Bessette      | Decisão (unânime)                   | Reality Fighting: Gonzaga vs. Porter   | 08/10/2011 | 5     | 5:00  | Uncasville, Connecticut   | Ganhou o Título Peso Leve do RF.  |
| Vitória | 6–1    | Oz Pariser         | Decisão (unânime)                   | Reality Fighting: Mohegan Sun          | 21/05/2011 | 3     | 5:00  | Uncasville, Connecticut   |                                   |
| Vitória | 5–1    | Eric Fama          | Finalização (guilhotina)            | Reality Fighting: Mohegan Sun          | 26/02/2011 | 2     | 3:22  | Uncasville, Connecticut   |                                   |
| Derrota | 4–1    | Luis Felix         | Nocaute Técnico (socos)             | AFO: Thanksgiving Massacre 3           | 24/11/2010 | 2     | 2:24  | Mansfield, Massachusetts  | Perdeu o Título Peso Leve do AFO. |
| Vitória | 4–0    | Nelson Gaipo       | Finalização (guilhotina)            | AFO: Summer Brawl                      | 25/06/2010 | 1     | 1:14  | Mansfield, Massachusetts  | Ganhou o Título Peso Leve do AFO. |
| Vitória | 3–0    | Matt Casio         | Finalização (armlock)               | AFO: Night of Champions 2              | 24/04/2010 | 3     | 5:00  | Plymouth, Massachusetts   |                                   |
| Vitória | 2–0    | Will Seaver        | Finalização (mata leão)             | FFP: Untamed 30                        | 19/02/2010 | 1     | 1:33  | Westport, Massachusetts   |                                   |
| Vitória | 1–0    | Joe DeChaves       | Decisão (dividida)                  | Reality Fighting: Ferocity             | 16/08/2008 | 3     | 4:00  | Plymouth, Massachusetts   |                                   |